# Diplôme d'études comptables et financières
Pour les articles homonymes, voir Diplôme d'études.
Le Diplôme d'études comptables et financières (DECF) était, jusqu'en 2007,  avec le DPECF, le DESCF et le DEC un des quatre diplômes nécessaires à l'exercice de la profession d'Expert-comptable.

## Présentation
Ce diplôme est obtenu par la validation de 7 unités de valeurs (UV) :
- UV 1 : Droit
  - UV 1a : Droit des sociétés
  - UV 1b : Droit fiscal
- UV 2 : Relations juridiques de crédit, de travail et de contentieux
- UV 3 : Organisation et gestion de l'entreprise
- UV 4 : Gestion financière
- UV 5 : Mathématiques et Informatiques
  - UV 5a : Mathématiques appliquées
  - UV 5b : Informatique
- UV 6 : Comptabilité approfondie et révision
- UV 7 : Contrôle de gestion

Le DPECF, le DECF, le DESCF sont remplacés par deux nouveaux diplômes à partir de la session 2008 : le DCG (Diplôme de Comptabilité et Gestion) et le DSCG (Diplôme Supérieur de Comptabilité et Gestion).
L'idée de cette réforme est d'adapter les études comptables à la réforme LMD "3-5-8". Ainsi, le DCG se prépare en trois ans après le baccalauréat et correspond à 180 ECTS (European Credit Transfert System), le DSCG se prépare en 5 ans et octroie 120 ECTS supplémentaires et l'expertise correspond à 8 ans d'études.
Le DCG se substitue au DPECF et au DECF. Il est obtenu par la validation de 13 épreuves qui sont les suivantes :
1. Introduction au Droit
2. Droit des sociétés
3. Droit social
4. Droit fiscal
5. Économie
6. Finance d'entreprise
7. Management
8. Système d'information de gestion
9. Introduction à la comptabilité
10. Comptabilité approfondie
11. Contrôle de gestion
12. Anglais des affaires
13. Relations professionnelles (incluant un stage de 8 semaines)

À ces épreuves peut s'ajouter une épreuve facultative de langue étrangère.